# مفارقة لوشميت

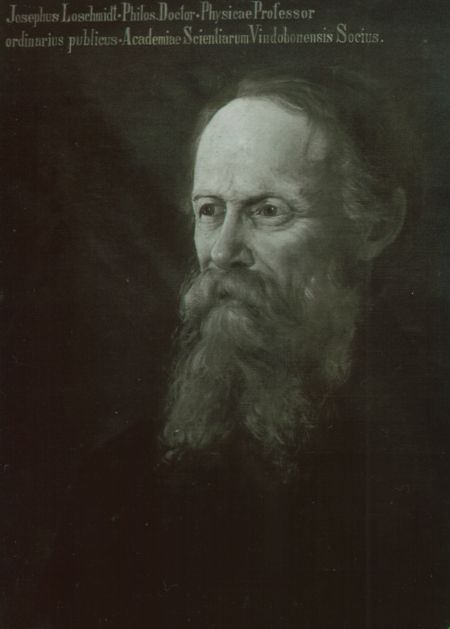

مفارقة لوشميت، والمعروفة أيضًا باسم مفارقة الانعكاس، أو مفارقة اللارجعة، هي الاعتراض على أنه لا ينبغي استنتاج عملية لا رجعة فيها من ديناميات التناظر الزمني. هذا يضع التماثل العكسي للوقت لكل العمليات الفيزيائية الأساسية المنخفضة المستوى المعروفة تقريبًا على خلاف مع أي محاولة لاستنتاج منها القانون الثاني للديناميكا الحرارية الذي يصف سلوك الأنظمة العيانية. كلا هذين المبدأين مقبولان جيدًا في الفيزياء، مع دعم ملحوظ من الناحية النظرية، ومع ذلك يبدو أنهما في صراع، ومن هنا أتت المفارقة.